# Fearsome Critters
Fearsome Critters, deutsch etwa Furchterregende Viecher, sind Fabelwesen in den Geschichten nordamerikanischer Holzfäller rund um die Großen Seen. Die Erzählungen wurden im 20. Jahrhundert von William T. Cox (1878–1961) und Henry Harrington Tryon (1888–1953) aufgeschrieben.

## Überblick
Die nordamerikanischen Holzfäller erzählten sich in ihren Camps Schauergeschichten über fremdartige Wesen, auch „Fearsome Critters“ genannt. Derartige Geschichten erzählte man sich schon während der Zeit des legendären Holzfällers Paul Bunyan. In jener Zeit wurden die Bäume noch auf traditionelle Weise und unter hohen Gefahren für die Arbeiter gefällt. Mit dem Einsatz von Maschinen in der Forstwirtschaft verschwanden in den Wäldern auch die temporären Lager der Holzfäller und mit ihnen die Holzfällergeschichten, die nur mündlich überliefert waren.
Die ältesten Quellen zu den Fearsome Critters finden sich in dem 1781 in London anonym veröffentlichten Buch „The Rev. Samuel Peters' LL. D. General History of Connecticut […]“. Im Einzelnen aufgeschrieben wurden die Geschichten erst im 20. Jahrhundert.

## Liste der Fabeltiere

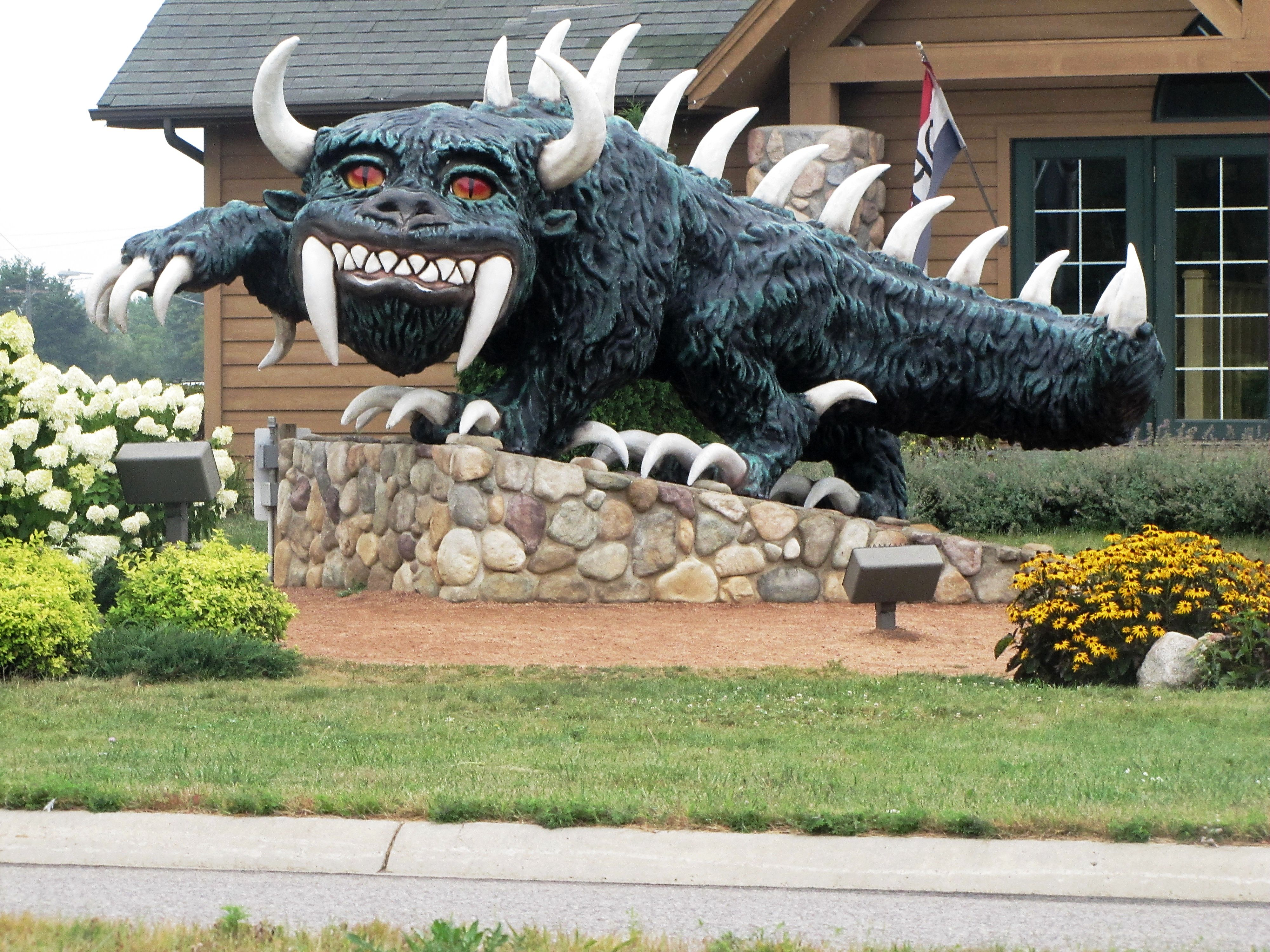
Hodag in Rhinelander, Wisconsin

Der Hodag ist ein bedrohliches Monster, das aus der Asche von Ochsen entstanden ist, die von den Holzfällern getötet und verbrannt worden waren, wenn sie für die Arbeit nicht mehr taugten. Ochsen wurden für das Holzrücken gebraucht und konnten wegen ihrer Größe nicht in der Erde begraben werden. Ein Hodag hatte wulstige Augenbrauen, gewaltige Hörner und eine Reihe von Stacheln bzw. einen Kamm von gebogenen Zacken auf dem Rücken. Der Hodag entstand auf Grund der Gewalt, die das Tier erleiden musste, als es noch lebte.
Der Goofus-Vogel hat ein freundliches Wesen. Er kann rückwärts fliegen, weil er lieber wissen möchte, wo er herkommt, als wohin er fliegt. Er baut auch sein Nest verkehrt herum. Allerdings weiß bis heute keiner, wie diese Nester genutzt werden.
Die Hoop snake beißt sich in den Schwanz, um ein Rad zu bilden. Sie ist ein sehr gefährliches Tier. Sollte man jemals von einer Hoop snake verfolgt werden, muss man durch ihr Rad springen. Dies verwirrt die Schlange und ermöglicht es einem zu fliehen.
Der Sidehill-Gouger lebt nur an Berghängen. Die Beine dieses Tieres sind auf der einen Seite länger als auf der anderen. Dies ermöglicht es dem Tier, aufrecht zu stehen. Allerdings kann sich das Tier daher nur in einem Kreis um den Berg herum fortbewegen.
Der Jackalope lebt im Westen der USA. Dieses Fabelwesen existierte nicht in den Erzählungen von Holzfällern, sondern in denen der Cowboys. Der Jackalope ist ein Hase mit dem Geweih eines Hirschs. Für seine Größe ist er sehr angriffslustig.
Der Hidebehind ist ein Tier, das besonders gefürchtet wird, weil es so schnell ist, dass es noch nie gesehen wurde. Es versteckt sich hinter den Bäumen und wartet so lange, bis sich ein Holzfäller im Wald verirrt. Wenn es den Holzfäller gefangen hat, schleppt es ihn in seine Höhle, um ihn dort zu fressen.
Die pelzige Forelle ist in den Großen Seen beheimatet. Es ist der einzige Fisch auf der Welt, der einen Pelz besitzt. Ohne diesen Pelz würde die Forelle die harten Winter nicht überleben. Leider verschwand die pelzige Forelle schon vor langer Zeit. Viele dieser Fische wurden gefangen, um aus ihrem Fell Hüte zu machen, oder sie dienten als Trophäen (Fellowship of Fur-Bearing Fish).
Die Wampus-Katze kommt nur im Süden der Vereinigten Staaten vor. Sie ist ein Angst einflößendes Tier. Die Wampus-Katze ist so groß wie ein Panther, sie hat leuchtende Augen und liebt das Wasser. Sie lebt an Bächen und Flüssen und erlegt ihre Beute bei Nacht. Die Katze wittert ihre Beute durch deren Herzschlag. Wenn die Katze erst einmal ein Beutetier angefallen hat, gibt es kein Entkommen mehr.
Der Squonk ist das traurigste all dieser Fabeltiere. Dieses Tier schämt sich für sein eigenes Aussehen, denn seine Haut ist voller Falten und mit Warzen bedeckt. Aus diesem Grund hinterlässt das Tier Pfade voller Tränen. Dies macht es einfach, das Tier zu finden. Wenn es allerdings jemals von jemandem gesehen werden sollte, verwandelt es sich in eine Lache voller Tränen.
Der Snallygaster ist eine schreckliche Bestie aus den South Mountains in Maryland. Der Name dieser Kreatur kommt aus dem Deutschen und bedeutet „der schnelle Geist“. Es tauchte als Erstes in den Geschichten deutscher Immigranten auf. Sie erzählten sich, dass dieses Tier ein Horn aus Metall mit Zähnen, Flügeln, Krallen und oktopus-ähnlichen Tentakeln besitze. Allein magische Symbole in Form eines sechsstrahligen Sterns können dieses Monster abschrecken.
Der Gillygaloo ist ein sehr seltsamer Vogel. Dieser Vogel baut seine Nester an Berghängen. Aus diesem Grund legt er viereckige Eier, damit sie nicht davonrollen. Die Eier des Gillygaloo sind weiß mit schwarzen Flecken. Diese einzigartigen Eier können als Würfel benutzt werden, wenn sie hartgekocht werden.
Die Snipe (Schnepfe) ist ein Vogel, der in vielen Ländern auf der Welt beheimatet ist. Aber die Snipe ist auch der Name eines Critters. Ein beliebtes Spiel ist es, in die Wälder zu gehen, um einen dieser Vögel zu fangen. Nach den Überlieferungen wissen allerdings die Beobachter des Spiels, dass es dort keine Snipes gibt.
Der Guyuscutus entstand aus einem Streich von jungen Witzbolden. Sie lockten die Leute auf dem Jahrmarkt an, indem sie sagten: „Kommen Sie und sehen Sie den Guyuscutus!“ Es kam eine riesige Menschenmenge und zahlte Geld, um die Kreatur zu sehen. Dann schlugen die Burschen Lärm hinter dem Bühnenvorhang, ein Mann kam schreiend hervor gerannt und rief: „Lauft um euer Leben! Der Guyuscutus ist entkommen!“ Es gab nie einen Guyuscutus und es gab auch keine Rückerstattung der Eintrittsgelder.

## Spiele
Fearsome Critters gibt es in den Vereinigten Staaten in vielen Fassungen als Brettspiele und als Comic.

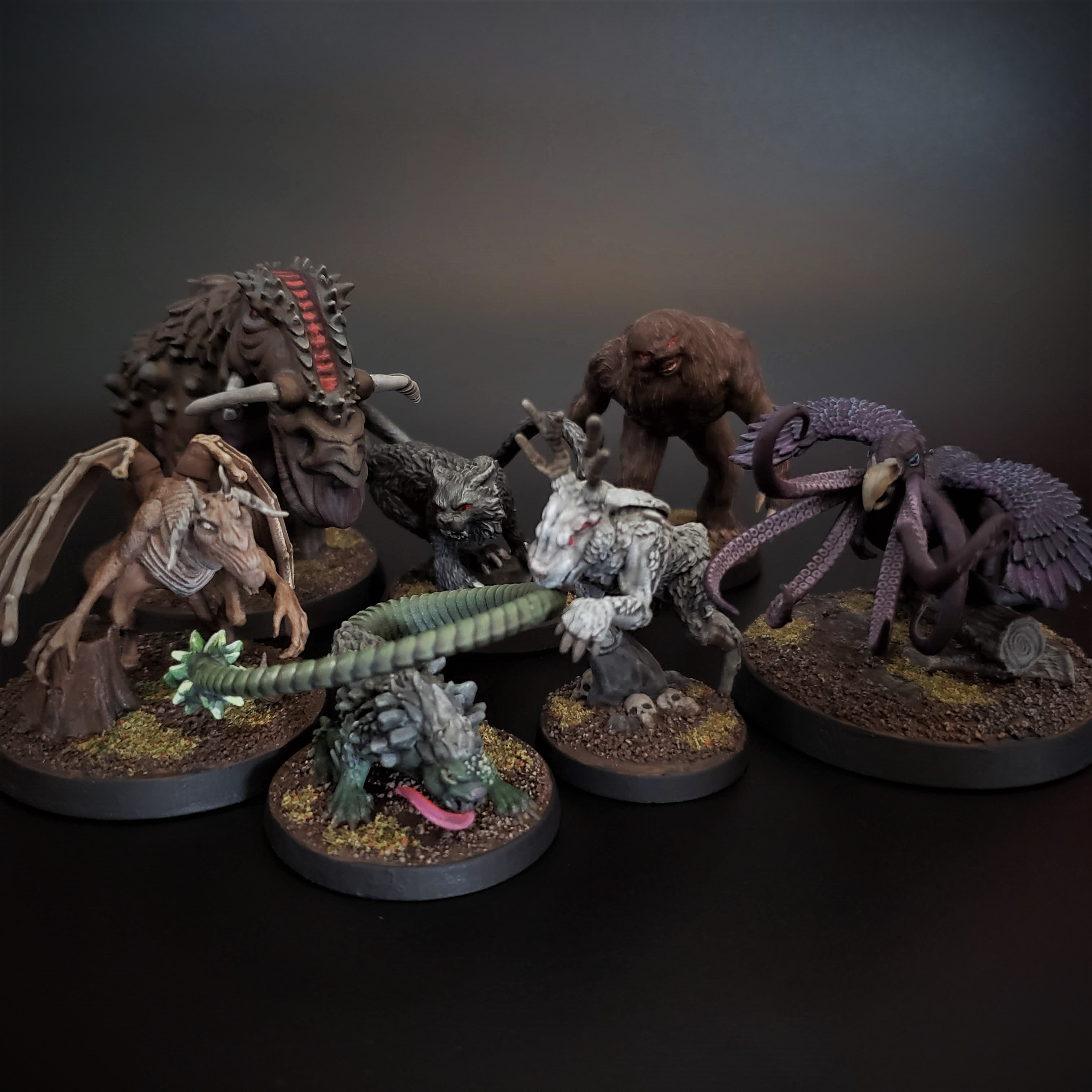
Spielfiguren der Fearsome critters
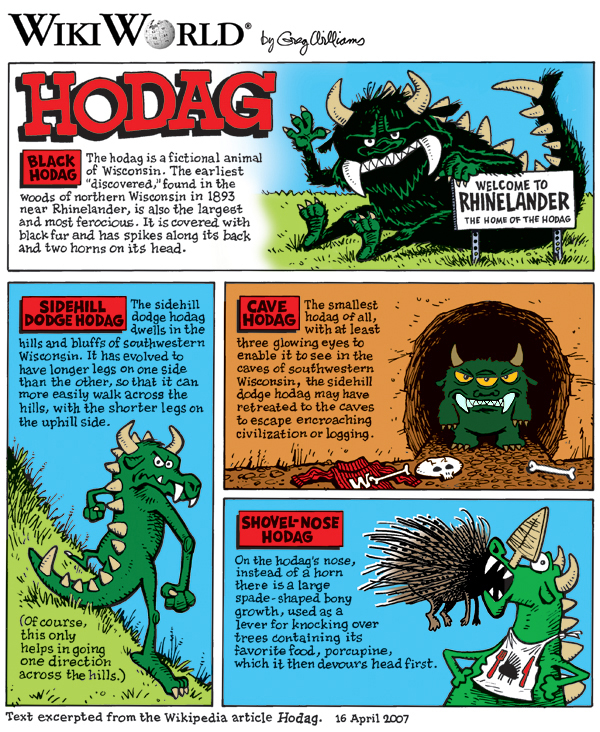
Holdag, WikiWorld Webcomic von Greg Williams